# Sue Schwerin von Krosigk
Sue Schwerin von Krosigk (* 1959, geb. Sue Boos) ist eine deutsche Autorin  und Drehbuchautorin.
Sie ist eine in Kanada geborene Diplomatentochter, die in England aufwuchs. Nach eigenen Angaben studierte sie in Bonn Anglistik. Schwerin von Krosigk heiratete kurz nach der Jahrtausendwende Wilfried Schwerin von Krosigk. Mit ihm schreibt sie sowohl Drehbücher als auch Romane.
Sue Schwerin von Krosigk ist seit Januar 2025 Präsidentin des Berliner Clubs des Soroptimist International. Die Soroptimist International sind eines der weltweit größten Netzwerke berufstätiger Frauen mit gesellschaftspolitischem Engagement.

## Veröffentlichungen
- mit Wilfried Schwerin von Krosigk: Der Minutenschläfer, Bebra-Verlag, Berlin 2016, ISBN 978-3-89809-544-0
- mit Wilfried Schwerin von Krosigk: Die Pergamon-Morde, Bebra-Verlag, Berlin 2017, ISBN 978-3-89809-545-7
- mit Wilfried Schwerin von Krosigk: Der Totenversteher, Bebra-Verlag, Berlin 2018, ISBN 978-3-89809-550-1

## Filmografie (Auswahl)
- 2006: Folge deinem Herzen (Drehbuch)
- 2012: Inseln vor dem Wind (Drehbuch)
- 2014: Ein Fall von Liebe (zwei Folgen, Drehbuch)